# Spilogona abnormis
Spilogona abnormis är en tvåvingeart som först beskrevs av Stein 1910.  Spilogona abnormis ingår i släktet Spilogona och familjen husflugor. Inga underarter finns listade i Catalogue of Life.